# 山口洋
山口洋市（印尼語：Kota Singkawang，通稱Singkawang；客語白話字：Sân-khiéu-yòng），是印度尼西亞西加里曼丹省的一個城市，位於西加里曼丹省北部的沿海地區，距離該省省會坤甸市145公里。

## 歷史
以前山口洋是三發蘇丹國的一個村，也屬於羅芳伯所創立的蘭芳共和國內。當地的初代華人移民主要以掏金、務農、貿易、割樹膠等為生。
據歷史記載，早在十二世紀，就有衆多華人（主要是廣東潮州和嘉應州等地客家人）渡海南來遷居山口洋一帶。故自古以來，華人便在此占了多數。如今山口洋20多萬居民中，華人超過60%以上，另外兩大民族馬來人和達雅人不足40%。據說，早在2001年瓦希德總統時代，印尼政府即批准西加裏曼丹省實行自治。隨後，西加里曼丹的三大族群領袖達雅族、馬來族、華族達成了一致協議，該協議重申：西加裏曼丹省的華人是當地原住民之一。這是目前印尼唯一認同華人爲原住民的省份。該協議還規定：西加省的第二大城市——華人占60%以上的山口洋市，市長一職必須由華人擔任。而西加省首府坤甸市，華人約占30%左右，則規定其副市長一職必須由華人擔任。其他縣、市的政府長官，則由達雅族人和馬來族人擔任。三大族群領袖達成的一致協議還重申任何人不得違反協議的規定。目前山口洋市長便是由一位名叫蔡翠媚的本地華人女性擔任的，這在印尼城市中十分罕見。
據當地人介紹，山口洋市以從鬼頭山上流下的河流“大港”爲界，分爲老埠頭和新埠頭，各有三條主要街道，成三字形並列而建。早期大批廣東潮汕地區的客家人來到這裏采金謀生，生兒育女，將當地客家方言帶到此地，形成了山口洋獨特的河婆話(源於廣東揭西縣河婆鎮），並延續了廣東客家人的生活習俗。
隨後，河婆周邊各地鄉親開始薈萃山口洋，大多以耕種和手工業爲生，逐漸形成一個河婆族群。他們在此開設中藥店、書店、理發店、小食店等，相互間以河婆話交流，由此出現了山口洋人所熟悉的著名的河婆街。

## 地理
山口洋市位於西加里曼丹省西北部的沿海地區，東邊和南邊與孟加影縣接壤，西臨納土納海，北邊與三發縣毗鄰。

## 政治

### 市政組織
山口洋市市長為山口洋市政府之首長，綜理市政並指揮、監督所屬員工及機關。山口洋市改制為省轄市後，市長於2001年由代市長領導，2002年市長由市民普選，市長可以連任一次。
| 屆 次 | 市長               | 市長                      | 就任時間       | 卸任時間       |
| ----- | ------------------ | ------------------------- | -------------- | -------------- |
| 1     |                    | 阿旺·伊沙克 （代市長）    | 2001年10月17日 | 2002年12月17日 |
| 2     | 阿旺·伊沙克 （無） | 2002年12月17日            | 2007年12月17日 |                |
| 3     |                    | 黃少凡 （PPIB）           | 2007年12月17日 | 2012年12月17日 |
| 4     |                    | 阿旺·伊沙克 （無→NasDem） | 2012年12月17日 | 2017年12月17日 |
| 5     |                    | 蔡翠媚 （PDI-P）          | 2017年12月17日 | 2022年12月17日 |
| 6     |                    | 蘇馬斯特洛 （代市長）     | 2022年12月17日 | 2025年2月20日  |
| 7     |                    | 蔡翠媚 （PDI-P）          | 2025年2月20日  | 現任           |

### 行政區劃
山口洋全市劃分為5個區。
- 西山口洋區
- 南山口洋區
- 中山口洋區
- 東山口洋區
- 北山口洋區

## 人口
根据2017年的估計，山口洋人口大約有262,210人。人口之中，華人約佔62%為主要民族，主要民系為客家民系，以及少部分潮州民系。其次為達雅族、馬來族和爪哇族，通行客家話(海陸河婆混合腔)。2007年12月19日，黃少凡就任山口洋市長，成為該市第一位華裔市長。

### 地區分布
76,045人(29％)分佈在中山口洋區，67,944人(25.9%)分佈在西山口洋區，61,801人(23.6％)分佈在南山口洋區，30,899人(11.8％)分佈在北山口洋區以及25,521人(9.7％)分佈在東山口洋區。
| 年齡    | 人數      |
| ------- | --------- |
| <14歲   | 64,032人  |
| 15-64歲 | 180,780人 |
| >65歲   | 17,398人  |

| 性別 | 人數      |
| ---- | --------- |
| 男   | 133,860人 |
| 女   | 128,350人 |

### 華人狀況
在蘇哈托統治時期，華人在印尼受到嚴重的打壓，不同的華人文化、節日、語言、姓名等均被禁止，華人需要更換印尼的姓名、華文不能在公眾場合出現、學校也不能教華文等。但在山口洋，大部分華人均保留著他們的中文名，華人文化也保留較其他城市好。在其他城市，如在首都雅加達長大的華人，他們大多只會說印尼語和英語，並不會說他們的家鄉話，而且也已經改為印尼名字。
雖然如此，山口洋華人也有不少是跟達雅族混血，因此膚色較深。即使仍保留傳統華人習俗，也會講客家話，是實實在在的華人，更有混血女生被嘲笑是「la ci moi」，實在是令人痛心。
因為山口洋華人在鄉村的生活比較純樸，可說是與外界隔絕，他們所有認知的資訊都是從親戚和社區聽回來的，導致山口洋華人往往對外來事物都有非既定的刻版印象。例如他們誤解雅加達是充滿罪案的危險都市，更覺得坤甸人都很自大(an hiung)，總是看衰自己(khon sui nyin)，也認為台灣男人都沉迷賭博和打老婆。有個別山口洋年輕華人的淺窄思維令其難以融入主流華人社會，亦基於山口洋人在印尼華人群體中算是少數的關係，山口洋華人往往被其他爪哇島華人或棉蘭華人取笑是鄉村來的(kampungan)。當他們去外地工作(較多是雅加達)，或者去台灣讀高中時，往往基於不善交際的原因而在職場或學校宿舍偶爾出現誤會或爭執的情況。甚至有山口洋學生曾在台灣企業實習時與其他東南亞同學發生衝突。

## 宗教信仰
山口洋的主要宗教信仰為伊斯蘭教、佛教、天主教和基督教。
| 宗教     | 人數百分比 |
| -------- | ---------- |
| 伊斯蘭教 | 51%        |
| 佛教     | 36.2%      |
| 天主教   | 7.5%       |
| 基督教   | 5.3%       |

## 語言
印尼語為山口洋的通行語言，各族交流時均使用印尼語。但當地人日常生活所使用的並不是標準印尼語，而是受到馬來語、達雅語所影響的印尼語。當不少山口洋人去到雅加達工作，發現在雅加達通用的印尼語有所區別，一開始都會感到不習慣，或者被雅加達人認為有口音的情況出現。
印尼山口洋是漢族客家民系聚居的地區，當地華人主要以客語溝通，但年輕一代交流時多以印尼語。此地的客家人來自中國大陸不同的原鄉地區，主要是從廣東省惠州及揭陽（揭西）。山口洋流行的客家語是揭西腔的山口洋客語。此客家腔調也叫做河婆腔，是客家語中很少人用的一個腔調（除山口洋之外，使用此腔調的客家人例如馬來西亞古晉市部分的客家人）。
但是由於與當地原住民長時間來往接觸，並受到荷蘭時期殖民的影響，逐漸形成其特有的音韻現象與詞彙使用習慣（借用馬來語或印尼語的詞彙）。例如：山口洋客家話（當地客家人自稱為『硬話』）中，表示語氣轉折的「但是」，便借用了印尼語的tapi。
雖然當地華人使用客語溝通，但他們大多不會閱讀中文。當地能夠說流利華語和閱讀中文的大多是一些上了年紀的人，只有極少數是中、青年人。大部分華人均不懂華語和閱讀中文，或是只是有限的程度。但現今華文教育在當地復興，一些年輕人會入讀華文學校，學習華語，令到愈來愈多人能使用華文華語。由於部分山口洋的年輕華人能通華語，因此被中資公司招募往外島工作，尤其在蘇拉威西島和馬魯古島有為數不少的中資鎳廠優先聘用山口洋的年輕華人，看中他們乖巧老實又勤勞的特質，令山口洋人這幾年期間多了大量工作機會，家裡環境因此得以改善，再也不用遠嫁到台灣或者香港。另外也有一些高中學生畢業後利用僑生身份到台灣的高職學校進修，從而得到出國發展的機會。
當地年輕人亦會將客家話寫成羅馬拼音，方便網絡上的交流。例如：
| 華文             | 客家話羅馬拼音 |
| ---------------- | -------------- |
| 𠊎/𠊎兜(我/我們) | ngai/ngai tew  |
| 汝/汝兜(你/你們) | nyi/nyi tew    |
| 係(是)           | he             |
| 妹子(女孩)       | moi ci         |
| 倈子(男孩)       | lai ci         |
| 佢/佢兜(他/他們) | ki/ki tew      |
| 食(吃)           | sit            |
| 飽               | pao            |
| 飯               | fon            |
| 麵               | mien           |
| 醃麵             | jam mien       |
| 菜飯             | choi fon       |
| 學堂(學校)       | hok thong      |
| 做工             | co kung        |
| 轉屋下(回家)     | con buk ha     |
| 心焦(想念)       | sim ciau       |
| 歡喜             | fon hi         |
| 想到             | siong to       |
| 痛苦             | thung ku       |
| 每日             | mui nyit       |
| 炫耀             | hiung          |
| 讀書             | thuk su        |
| 看毋起           | khon ng hi     |

## 醫療
- 阿卜杜勒-阿齊茲區域綜合醫院
- 聖文生綜合醫院
- 共同希望綜合醫院
- 山口洋市四級醫院
- Wempe婦幼醫院
- 西加里曼丹省立精神病院

## 文化

### 外籍新娘
印尼新娘的山口洋，可說是一個很道地的華人城鎮。與其說是華人城鎮，不如說是客家城更為貼切。走在街上，華裔與印尼人的面貌與特徵，普遍上並沒有太明顯的區別，若以印尼話打交道，更難以分辨他們是印尼人，還是土生土長的華族後裔。唯一可以鑒別其族裔籍貫的，就是他們所擅長的祖籍方言。
在西加省坤甸及山口洋，以華裔人口佔多數的城市地區，被同化的情況，不比其他地區來得嚴重。基本上，山口洋卻是客家話為主流，至少他們還懂得本土化的祖籍方言。在這裡，客家河婆人幾乎是山口洋華僑的代名詞，所到之處，都是河婆的客家人。也就如此，語言相近，又有客家人的勤儉持家精神的山口洋女性就成為了受歡迎的「印尼新娘」。
多數來自印尼外島的西加里曼丹省客家人聚居的地區，包括山口洋市、坤甸市、三發縣等地。多以婚姻中介作中間人介紹，也有同村人介紹，一些婚姻中介，本身就是出嫁到台灣的外籍新娘。例如，南投縣國姓鄉南港村的一位婚姻中介，她本人就是來自印尼西加里曼丹的外籍新娘，她親自介紹出嫁到該村及附近村莊的印尼籍新娘多達100多人。從個人的動機看，追求更美好的生活，是最主要的動因。一般而言，印尼外島地區的客家人均居住在相對不發達地區，以鄉村和小城鎮為主，經濟比較落後，工作的機會也比較少，多數印尼客家新娘均受過中學以上的教育，對外界的情況也有較多的了解，她們不滿意現狀，希望改變這種情況，遠嫁到台灣發達地區，是迅速改變現狀的最直接途徑。從家庭方面看，父母親希望自己的子女出嫁到台灣，據了解，台灣夫家迎娶外籍新娘都會提供一筆可觀的嫁妝，10~20萬新台幣不等，這筆錢在印尼外島地區已經算是不小的一筆收入，可以極大地改善家庭的經濟狀況，有許多家庭通過出嫁一個、兩個甚至更多的女兒，而且通過兒女親家的關係，把其他兄弟或家庭成員也送到台灣去做工，獲得較高的經濟收入，迅速改變了落後面貌。也有學者認為，導致大量印尼客家姑娘外嫁到台灣的原因，還應該從印尼華人在印尼的歷史和現實的生存發展狀態中去尋找根源，從古代一直到上世紀90年代，印尼曾經不斷地爆發各種形式的排華事件，令印尼華人一直沒有安全感，她們的父母和她們本人試圖通過移民台灣，尋找新的家園。
無論是印尼西加里曼丹，還是台灣的客家人，他們從大陸祖籍地遷徙到海外之後，雖然已經經歷了幾代人數百年的變遷，但他們仍然比較傳統，比較頑強地保留了客家文化和客家的生活習俗。同一個族群，相同的文化，相同的生活習俗，共同的語言，使他（她）們更容易走到一起。印尼籍配偶受制於「海外一家人」的大客家族群理念，對夫家而言，他們是客家人而非外國人的身份，因此一開始即被夫家視為「自己人」（這也是當初夫家的婚姻動機之一），語言的共通性雖有利於印尼客家配偶在地社會網絡、社會支持的形成。事實是，她們基本上是在這樣的脈絡之下，被他人也被自己認定成是一個客家媳婦，總是安份認命的在家中扮演好客家媳婦的角色，盡力學習台灣客家的菜色。

### 節慶

#### 農曆新年
農曆新年，或稱春節、新春為全球有眾多華人聚居的地區之主要節日之一，節日從正月初一開始到正月十五日元宵節之後才正式結束。農曆新年期間大街小巷掛滿了燈籠，家家戶戶貼春聯、福字，擺設年花，舞龍、舞獅在街道上表演。

#### 元宵節
農曆正月十五日時，當地華人慶祝傳統節日的元宵節，每年均吸引許多遊客到訪。而山口洋民眾慶祝元宵節是因為當時山口洋暴發了疫情，經由乩童祈福才得以消除。因此一直以來，在元宵節期間舉行大規模的乩童遊行和表演成了山口洋華人中的一項特別的風俗，至今已有200多年的歷史。乩童們坐在刀上，利用鐵線穿過自己的臉部，但仍然能絲毫無損。因為初代山口洋華人與達雅人關係和交情甚好，兩族互相交流，所以雖然十五暝是華人的節日，但有不少達雅族族人參與其中。在蘇哈托統治時期，華人的節日被禁止慶祝，但到了瓦希德上任後，華人被打壓的情況大大改善，他允許下屆梅加瓦蒂的政府通過法律，使山口洋華人才能重新自由地信奉自己的宗教和慶祝自己的節日。黃少凡在2007年就任山口洋市市長的時候，發現慶祝元宵節的活動是振興山口洋市、發展旅遊經濟的一個良機，於是大力進行宣傳和推廣。十五暝也再次在山口洋慶祝。而十五暝也吸引了不少遊客到訪山口洋，為當地帶來龐大的經濟效益。

#### 達雅族豐收節
達雅人對神表示感謝的節日，節日當中會有許多活動例如表演、比賽、展覽等。

#### 達雅族稻米節
達雅人在栽種和收割稻米時的節日。

### 飲食
除了客家人、達雅族、馬來族三大民族以外，還有少數的其他族群聚居在此，所以山口洋有不少的特色美食小吃。山口洋客家美食也不少受其他族群料理的風味及做法的影響。當地華人也生產各種的醃製食品和醬料，例如武拉醆、蝦醢、鎖管醢、馬鮫醢、蝦米、鹹魚、江魚仔乾等。
常見特色美食小吃如下：
- 菜粄（Choi Pan）
- 醃麵（Jam Mien）
- 牛肉丸（Bakso Sapi）
- 雞飯（Nasi Campur）
- 炒粄條（Kwetiau Goreng）
- 經濟粄（Kwetiau Goreng Ekonomis）
- 雜菜飯（Nasi Capcay）
- 豬肉粥（Bubur Babi）
- 假青麻雞（Ayam Ka Chiang Ma）
- 辣粥（Bubur Pedas）
- 沙嗲（Sate）
- 黃飯（Nasi Kuning）
- 烏督飯（Nasi Uduk）
- 炸香蕉（Pisang Goreng）
- 羅惹（Rujak）
- 醃蓰（Rujak Mangga）
- 學粄（Martabak Manis）
- 娘惹糕（Kue Peranakan）
- 煎蕊（Cendol）
- 綠豆湯（Bubur Kacang Hijau）
- 綠豆爽（Bubur Gunting）
- 豆腐花（Theu Fu Fa）
- 茨粉條（Ce Hun Tiau）- 一種冰品
- 擦雪（Es Campur）- 一種冰品

## 市中心
山口洋市的埠頭（市中心）位於加里曼丹路附近，而「新橋」區則是政府打算重點發展的新市中心，該處的大型巴士總站有開往馬來西亞古晉的巴士，但其後發生了一次暴亂，新橋巴士總站被清拆，只剩下零碎的部分，但新橋市集仍然十分熱鬧，市集裡有一個專賣海產的市場。而市區約有七間旅館、五家旅行社。山口洋的咖啡店文化也十分流行，市內有很多咖啡店，當地人喜歡叫一杯羅巴斯塔咖啡慢慢享用。

### 主要街道
- 華都街（Jalan Pangeran Diponegoro section 1）
- 巴士蘭路（Jalan Pangeran Diponegoro section 2）
- 中興街（Jalan Sejahtera）
- 亞答街（Jalan Niaga）
- 豬碼街（Jalan Gusti Situt Mahmud/GM Situt）
- Jalan Kom. Yos Sudarso
- 黃泥路（Jalan Kalimantan）

## 旅遊
- 金山別墅（Villa Bukit Mas）, 山口洋的一家渡假村;
- 紙花園（Bukit Bougenville）, 山口洋以南六公里的一個植物園;
- Chidayu Indah, 與Bougenville相似的植物園，並位於其旁邊;
- 長沙壩海灘（Pantai Pasir Panjang）山口洋以南十七公里的海灘渡假勝地;
- Sungai Hangmoy (坑門), 客家人用作洗澡的河流;
- Kawasan Wisata, 山口洋以南八公里的白沙沙灘;
- Teratai Indah, 山口洋以南兩公里的人造湖泊，當地人的消閒勝地;
- 謝協勝祖屋（Rumah Leluhur Marga Tjhia）;
- 山口洋中央大伯公廟（Vihara Tri Dharma Bumi Raya Pusat Kota Singkawang），山口洋市中心的福德祠而該市最古老的廟宇;
- 福律水口大伯公廟（Vihara Tri Dharma Bumi Raya Kulor）;
- 山口洋市大清真寺（Masjid Raya Kota Singkawang）;
- 山口洋濟公廟（Vihara Cikung）, 山口洋以南三公里由新加坡人興建的道教廟宇，亦是當地最大的道教廟宇;
- 盧萬崠（Gunung Roban）, 山口洋以東四公里的山，設有平舖路徑以便行走;
- 楊桃岩（Batu Belimbing）, 山口洋以東八公里的楊桃岩，該岩石外型十分像楊桃;
- 寶丁山（Gunung Poteng）, 山口洋以東七公里的山，是山口洋的主要水來源，也是受到自然保育的山，該山開有不同特別的花，例如屍花;
- Sinka Island Park，山口洋以南十八公里的遊樂公園，有動物園、游泳池等。
- 新平島（Pulau Simping）聯合國教育、科學及文化組織認可的世界上最小之島嶼。

## 交通

### 陸路
市區有一間Palapa Ptk車行，每天均有來往坤甸的巴士。新橋市場旁邊有巴士站，每天設有開往馬來西亞古晉的長途巴士。

### 航空
山口洋市政府與交通部簽署備忘錄，將落實興建山口洋國際機場，並於2019年2月動工。過去山口洋居民需要乘搭約5小時的車程到坤甸的蘇巴迪奧國際機場。
山口洋機場首階段預計將在2022年落成啓用，餘下建設於2023年完工。
山口洋國際機場雖已完成開幕典禮並邀請佐科威總統前往現場參與視察，但直至2024年11月，山口洋機場仍未公佈最新的航班資訊，令許多民眾極為失望。因從山口洋市區到最接近的坤甸機場亦需4至5小時，大家都煎熬的等待機場的誕生，感嘆每次回鄉或出城都必須長途跋涉坐車才能乘坐飛機。
不過自2025年起，山口洋飛往雅加達的固定航班已通航(Super Air Jet, TransNusa)，民眾無須再至坤甸機場才能搭乘飛機。

## 友好城市
- 馬來西亞：民都魯、美里、詩巫
- 新加坡
- 中國：福州、古田縣
- 中華民國：桃園市楊梅區、連江縣
- 日本：山口縣
- 英國：泰恩河畔紐卡斯爾
- 西班牙：潘普洛納

## 著名人物
- Morgan Oey（印尼演員、歌手和模特兒）

- Ghea Indrawari（印尼女歌手、網紅）

- 黃少凡（山口洋前市長）

- 黃漢山（西加里曼丹省前任副省長）

- Bakmi Loncat（印尼雅加達醃麵餐館東主、Facebook網紅）

- 張偉強（台灣網路服飾品牌lativ 米格國際創辦人）

- Johnny Andrean （页面存档备份，存于）（J. CO甜甜圈創辦人）

- Obeng Akian（山口洋網紅直播主，著名婚宴司儀兼歌手）

- Jeff Hian（山口洋著名網路歌手）

- Phin On Sui（山口洋網紅直播主，Bekasi電話配件店店主）

- Lo Pai To（山口洋網紅直播主）

- 施蘇姍（台灣千層蛋糕網店店主，人稱lapis姨）

- Sopy Sopy（台灣桃園印尼雜貨店店主，山口洋客家網紅）

- 黃錦陵（山口洋華文補習所校長）

- 張猷信（川劇變臉藝術家，植栽工作者，魔術師，網紅歌手）

## 外部連結
- 山口洋政府網站 （页面存档备份，存于）
- 印尼首位華人市長，三口洋市市長黃少凡宣誓就職　深圳商報 （页面存档备份，存于）
- 專訪山口洋市華裔新女市長蔡翠媚 冀建設基礎設施與發展旅遊業
- 山口洋客家話例子[]